# Линкольн, Джесси Харлан
Джесси Харлан Линкольн (6 ноября 1875 — 4 января 1948) — вторая дочь Роберта Тодда Линкольна и внучка Авраама Линкольна.

## Биография
Джесси Харлан Линкольн родилась 6 ноября 1875 года в Чикаго, штат Иллинойс, в семье юриста Роберта Тодда Линкольна и Мэри Юнис Харлан. Была младшей из трёх детей Роберта:
- Мейми Линкольн (15 октября 1869 — 21 ноября 1938).
- Авраам Линкольн II (14 августа 1873 — 5 марта 1890).

Она была замужем три раза: Уоррену Уоллесу Беквиту, Фрэнку Эдварду Джонсону и Роберту Джону Рэндольфу.
У нее было двое детей: Мэри Линкольн Беквит и Роберт Тодд Линкольн Беквит.